# 童容海
童容海（1826年—？），安徽無為人，原名洪容海，绰号童大锣、觀天燕，因諱與洪秀全同姓改姓童，初隸石達開部，後不願隨石入川。1860年9月，与彭大顺、朱衣點等率部脱离石达开返回天京，改隸李秀成部，於1860年連克金華、紹興「二破江南大營」建功，戰場手刃二十萬綠營統帥、提督張國樑，封「保王」；恃功而驕，攻佔杭州時縱兵劫掠，后率部投降鲍超。

## 生平
- 李秀成、童容海破江南大營，洪秀全未予重賞，將士不滿，童勸李至天京「清君側」，李反對；童遂嘆言：「主（洪秀全）昏庸而臣（李秀成）愚忠」離去，此起即懷降志。
- 1862年7月童容海在廣德州叛降清朝，繳獻太平天國官執照和官印。
- 1863年2月隨鮑超於寧國府擊敗楊輔清，升官總兵。
- 1864年8月，同鲍超在江西金溪招降「聽王」陈炳文。